# 上三原田の歌舞伎舞台
上三原田の歌舞伎舞台（かみみはらだのかぶきぶたい）は、群馬県渋川市赤城町上三原田にある農村歌舞伎舞台。1960年（昭和35年）に国の重要有形民俗文化財に指定された。また装置・操作が1961年（昭和36年）に記録作成等の措置を講ずべき無形の民俗文化財（選択無形民俗文化財）に選択されている。

## 概要
棟札などの建築年代を示す資料はないが、地元の大工・永井長治郎（1876年〈明治9年〉に84 - 85歳で死去）が25 - 26歳の時の建築とされることから、1819年（文政2年）ごろの建築と推定される。
当初は上三原田の天台宗赤城山天竜寺境内に建築されたが、1882年（明治15年）現在地に移築された。
1951年（昭和26年）、萩原進・角田恵重（郷土史家）・本多夏彦（県文化財専門委員）らの働きかけにより東京大学教授藤島亥治郎、早稲田大学教授山口平八による調査が行われ、10月に群馬県指定重要文化財に指定。
1959年（昭和34年）2月、上三原田歌舞伎舞台保存会発足。
1960年（昭和35年）6月9日、国の重要有形民俗文化財に指定。
1961年（昭和36年）3月1日、「上三原田の歌舞伎舞台の装置・操作」として記録作成等の措置を講ずべき無形の民俗文化財に選択。
1995年（平成7年）9月9日、上三原田歌舞伎舞台操作伝承委員会発足。
2019年（令和元年）11月2日 - 3日、創建200年祭挙行。同年、サントリー地域文化賞受賞。

## 機構

### セリヒキ機構
奈落と舞台面を上下するセリと、舞台面と屋根裏を上下するセリがある。「二重」と呼ばれる小舞台（横15尺（約4.5 m）奥行5尺（約1.5 m））ごとセリに乗って上下するため「二重セリ」と称される。奈落と舞台面を上下するセリは廻り舞台のナベブタ（盆）に仕掛けられており、後述の回転機構と同時に操作可能。

### 柱立式回転機構
舞台中央の円形の床（ナベブタ）が直径20尺（約6 m）の廻り舞台となっている。上述のようにナベブタにセリが仕込まれているため、ナベブタは6本の柱で支えられ、床下のセリヒキ機構ごと回転する。きわめて特殊なこの回転機構を松崎茂は「柱立式回転機構」と命名した。
この機構を奈落に納めるために地表から約9尺掘り下げてある。

### ガンドウ
舞台の北・東・南（下手・奥・上手）の板壁は、外側に引き倒すことができる構造になっている。北と南は、倒して床板とすることで舞台を拡張することができる。東側は、床面より一段高い位置で水平に倒れるようになっており、倒した面は「三重」と呼ばれ後述の遠見機構の一部となる。

### 遠見
「遠見」とは都市の劇場では舞台の背景を指すが、松崎茂は農村舞台において舞台奥の壁の一部が窓のように開放されて戸外の景観を背景として取り込む機構をこのように呼んだ。舞台は西向きのため、遠見から赤城山が望めたとの説がある。
- この他の工夫として、観客の便宜のため、観客席となる舞台西側の地面は舞台側がわずかに低く傾斜している[13]。